# 班克斯頓 (阿拉巴馬州)
班克斯頓（英語：Bankston）是一個位於美國阿拉巴馬州費耶特縣的非建制地區。該地的面積和人口皆未知。

## 地理
班克斯頓的座標為33°40′17″N 87°40′17″W / 33.67138°N 87.67138°W，而該地最高點為海拔高度109米（即358英尺）。